# Sokolí skála (1170 m)
Sokolí skála (1) – grupa skalna o wysokości 1170 m n.p.m. w paśmie górskim Wysokiego Jesionika (cz. Hrubý Jeseník), w północno-wschodnich Czechach, w Sudetach Wschodnich, na Śląsku, w obrębie gminy Malá Morávka, blisko szczytu góry Sokol, oddalona o około 1,9 km na północny wschód od szczytu góry Pradziad (cz. Praděd).

## Charakterystyka

### Lokalizacja

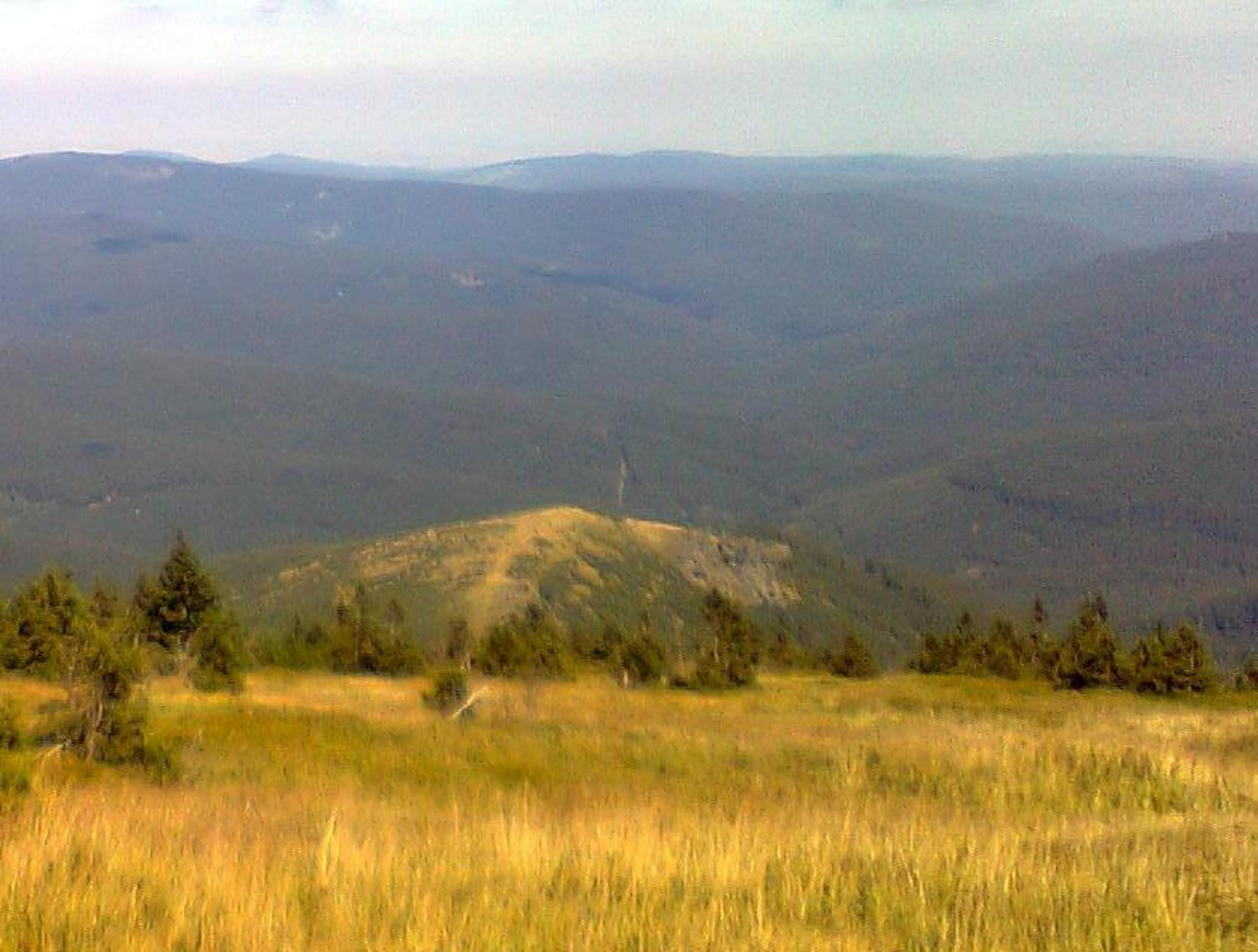
Widok z drogi na szczyt góry Pradziad na połać szczytową góry Sokol (na pierwszym planie), na prawym stoku góry widoczna grupa skalna Sokolí skála (1) (2010 rok)

Grupa skalna Sokolí skála (1) położona jest niemalże w centrum całego pasma Wysokiego Jesionika, leżąca w części Wysokiego Jesionika, w północno-wschodnim obszarze (mikroregionu) o nazwie Masyw Pradziada (cz. Pradědská hornatina), a jednocześnie blisko granicy z sąsiednim mikroregionem o nazwie Masyw Orlíka (cz. Medvědská hornatina), na południowo-wschodnim stoku góry Sokol, oddalona o około 310 m na północny wschód od jego szczytu, powyżej płynącego potoku o nazwie Sokolí potok. Jest grupą skalną słabo rozpoznawalną i widoczną m.in. z jej bliskiej okolicy, np. z niektórych odkrytych miejsc, ale i wtedy najlepiej posiłkować się dostępnymi mapami ułatwiającymi jej lokalizację i identyfikację. Dobrze ją widać z połaci szczytowej sąsiedniej góry Prostřední vrch, gdzie położona jest na stoku poniżej szczytu góry Sokol. Ponadto dostrzec ją można z drogi dojazdowej na szczyt góry Pradziad, gdzie widać ją z prawej strony połaci szczytowej góry Sokol, jak również dobrze widoczna jest z tarasu widokowego na wieży Pradziada, natomiast niewidoczna jest z drogi wokół wierzchołka góry Dlouhé stráně, gdzie jest przysłonięta przez masyw góry Pradziad.

### Skaliska grupy skalnej

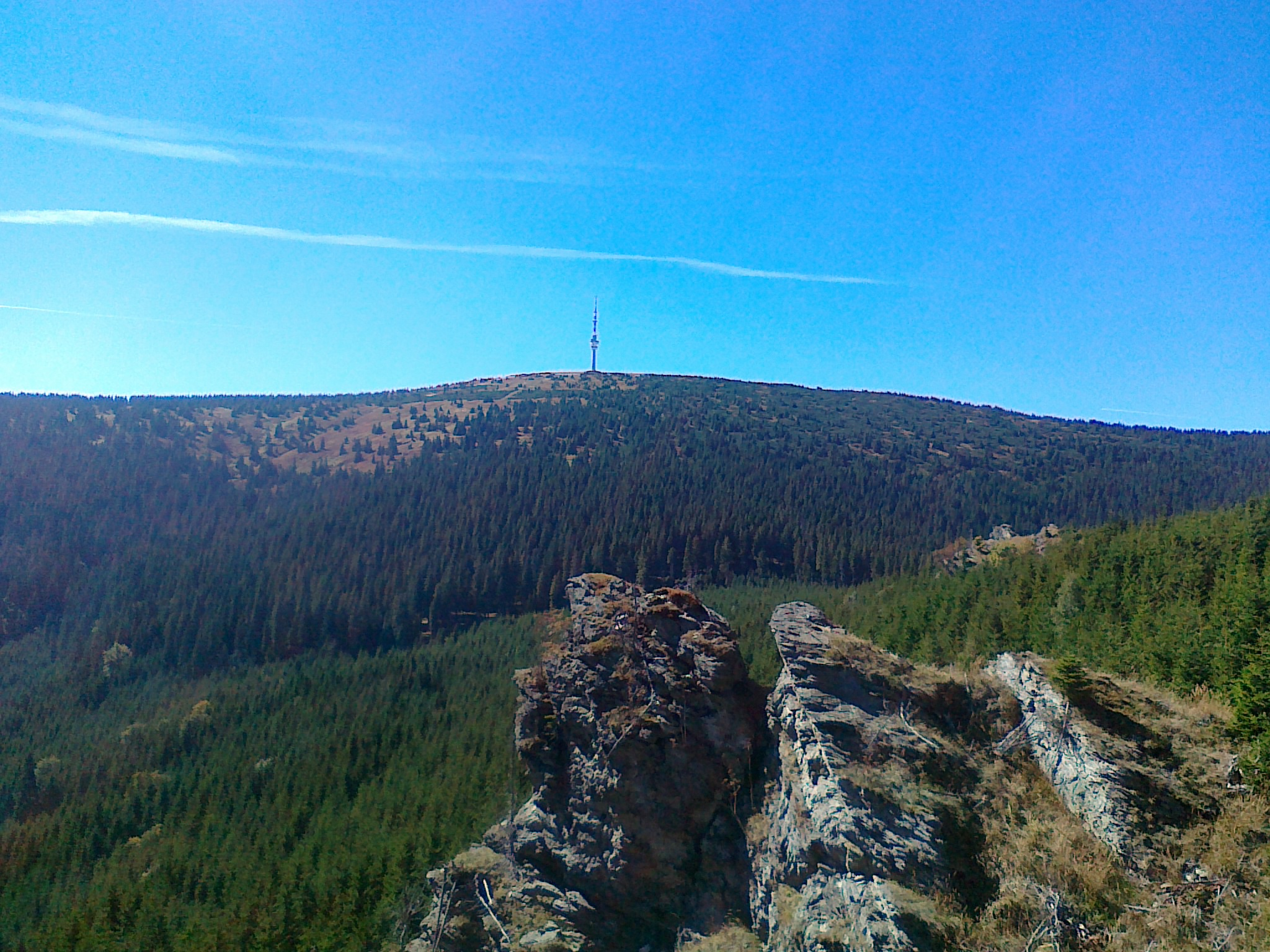
Widok ze skaliska Sokolí skála (1) na górę Pradziad (2018 rok)

Formacja skalna składa się z dwóch zasadniczych skalisk. Głównego, znacznie większego o szerokości około 8 m i wysokości około 35 m, mającego w rzucie poziomym kształt litery „L” o wymiarach długość × szerokość = (74 × 61) m, zajmujące powierzchnię około 2700 m². Obok niego położone jest drugie mniejsze skalisko, bardziej zwarte o wysokości około 15 m, mające w rzucie poziomym kształt litery „C” o wymiarach długość × szerokość = (52 × 23) m, zajmujące powierzchnię około 1025 m². Skaliska znajdują się na odkrytej, częściowo zadrzewionej nielicznymi świerkami polanie, pokrytej przeważnie trawą wysokogórską. Stoki skalisk z uwagi na nachylenie są częściowo urwiskami, należy więc zachować ostrożność poruszając się po nich, tym bardziej, że nie ma na nich barierek czy łańcuchów. Na skaliskach nie ma punktów geodezyjnych (najbliższy położony jest na połaci szczytowej góry Sokol). Grupa skalna Sokolí skála (1) jest wybitnym punktem widokowym, z której roztaczają się perspektywy w kierunku pobliskich gór i szczytów. Widoczna jest m.in. wysmukła, charakterystyczna wieża na górze Pradziad, a ponadto góry takie jak: Prostřední vrch, Ostrý vrch, Žárový vrch czy Lyra. W rozpoznaniu ich najlepiej posiłkować się dostępnymi mapami ułatwiającymi ich lokalizację i nazewnictwo. Jedyne orientacyjne dojście do grupy skalnej następuje nieoznakowaną ścieżką o długości około 80 m, biegnącą ze ścieżki grzbietowej góry Sokol. Państwowy urząd geodezyjny o nazwie (cz. Český úřad zeměměřický a katastrální (CÚZK)) w Pradze podaje jako najwyższy punkt – szczyt – o wysokości 1170,4 m n.p.m. i współrzędnych geograficznych (50°05′40,6″N 17°15′00,3″E/50,094611 17,250083).

### Geologia
Pod względem geologicznym grupa skalna Sokolí skála (1) należy do jednostki określanej jako kopuła Desny i zbudowana jest ze skał metamorficznych, głównie fyllonitów (biotytów, chlorytów i muskowitów). Skaliska podzielone są pęknięciami i cienkimi łupkowymi obszarami. Powierzchnia skał jest bardzo chropowata, z licznymi zwisami, niszami i małymi wnękami, a liczne żyły kwarcowe przyczyniają się do różnorodności geologicznej skały. Grupa skalna została ukształtowana na tzw. terasie krioplanacyjnej, w mroźnym klimacie peryglacjalnym. 

## Ochrona przyrody
Grupa skalna Sokolí skála (1) znajduje się w obrębie wydzielonego obszaru objętego ochroną o nazwie Obszar Chronionego Krajobrazu Jesioniki (cz. Chráněná krajinná oblast (CHKO) Jeseníky), a utworzonego w celu ochrony utworów skalnych, ziemnych i roślinnych oraz rzadkich gatunków zwierząt. Na grupie skalnej lub w jej pobliżu znajdują się siedliska dla wielu zagrożonych gatunków roślin, takich jak m.in. irga zwyczajna (łac. Cotoneaster integerrima), wawrzynek wilczełyko (Daphne mezereum), dzwonek okrągłolistny sudecki (Campanula rotundifolia subsp. sudetica), aster alpejski (Aster alpinus), jastrzębiec kosmaty (Hieracium villosum) czy skalnica gronkowa (Saxifraga aizoon). Ponadto grupa skalna Sokolí skála (1) jest również miejscem gniazdowania niektórych gatunków ptaków, m.in. sokoła wędrownego (Falco peregrinus) – stąd nazwa grupy skalnej.

## Turystyka
Grupa skalna Sokolí skála (1) położona jest w odległości około 1,8 km na południowy zachód od osady Vidly ze znajdującym się w niej górskim hotelem Vidly. Ponadto w odległości około 2,7 km na północny zachód od grupy skalnej, na wysokości 1304 m n.p.m. znajduje się najstarsze schronisko turystyczne w paśmie Wysokiego Jesionika Švýcárna. Do bazy turystycznej w miejscowości Karlova Studánka jest od grupy skalnej około 4,5 km w kierunku południowo-wschodnim, natomiast do bazy turystycznej w okolicy góry Pradziad jest od grupy skalnej około 2,5 km w kierunku południowo-zachodnim. Znajdują się tam następujące hotele górskie i schroniska turystyczne:
- na wieży Pradziad: hotel Praděd[17] oraz na stoku góry Pradziad hotele górskie: Kurzovní chata[18] i schronisko Barborka[19]
- na stoku góry Petrovy kameny hotele górskie: Ovčárna i Figura[20] oraz schronisko Sabinka[21]

### Szlaki turystyczne, rowerowe oraz trasy narciarskie
Klub Czeskich Turystów (cz. Klub Českých Turistů) nie wytyczył do grupy skalnej lub w jej pobliżu żadnego szlaku turystycznego lub rowerowego. Ponadto nie wyznaczono do niej żadnych tras narciarstwa biegowego. Z tego powodu grupa skalna Sokolí skála (1) polecana jest dla bardziej wytrawnych turystów pieszych, zorientowanych w nieoznakowanych ścieżkach, przemierzających mało uczęszczane zakątki tego pasma górskiego.
Warto dodać, że portale internetowe, m.in. (turistika.cz), poświęcone turystyce górskiej polecają trasy biegnące na szczyt góry Sokol lub w jej pobliżu m.in. na grupę skalną Sokolí skála (1).

## Linki zewnętrzane
- Sokolí skála (1169 m n.m., Hrubý Jeseník) [online], vrcholovka.cz [dostęp 2024-07-13] (cz.).